# Vandal X
Vandal X est un duo belge de noise rock, originaire du Limbourg, en Région flamande. 

## Histoire
Le groupe est formé en 1995 et se compose de Bart Timmermans (chant, guitare) et Günther Liket (batterie). Le premier batteur est Jo Boes, il est remplacé par Dave Schroyen. Vandal X est nommé d'après une chanson du groupe américain de noise rock Unsane. Après plusieurs cassettes promos, le véritable premier album, Little Man Blues, est enregistré en 1997, avec l'aide de Mauro Pawlowski. Le deuxième album est enregistré avec le producteur américain Steve Albini,.
Le groupe compte trois concerts au Pukkelpop, entre autres. 

## Discographie
- 1996 : Showbizz (cassette)
- 1997 : Louder Than Anyone (cassette)
- 1998 : Little Man's Blues
- 1999 : Songs from the Heart
- 2002 : 13 Basic Hate Tracks
- 2004 : Two Man Army
- 2007 : Instant Dislike
- 2008 : All Lined Up Against the Wall
- 2013 : God Knows (CD, album)
- 2015 : Vandal X